# Ina Geerts
Pour les articles homonymes, voir Geerts.
Ina Geerts (née le 17 novembre 1965) est une actrice belge d'expression néerlandophone.

## Biographie
Ina Geerts sort diplômée en 1988 du Studio Herman Teirlinck.

## Filmographie partielle
- 2002 : Meisje de Dorothée Van Den Berghe
- 2005 : Een ander zijn geluk de Fien Troch
- 2010 : Bo de Hans Herbots
- 2014 : De Behandeling de Hans Herbots

## Distinctions
- 2010 : 1re cérémonie des Ensors : Meilleure actrice dans un second rôle pour son rôle dans Bo